# Rajhradská pahorkatina
Rajhradská pahorkatina je geomorfologický podcelek na jižní Moravě, jižně od Brna. Je součástí Dyjsko-svrateckého úvalu.
Jedná se o plochou nížinnou pahorkatinu mezi nivami řek Svratky a Jihlavy, která je tvořena především neogenními a čtvrtohorními sedimenty a sprašovými překryvy. Nacházejí se zde štěrkoviště, ojediněle i pískové přesypy. Nejvyšším vrcholem je Rovný (308 m n. m.) na severním konci pahorkatiny. Území Rajhradské pahorkatiny pokrývají zejména pole, její severní část je urbanizovaná jižní částí Brna a Modřicemi.
Člení se na Modřickou pahorkatinu, Syrovickou pahorkatinu a Ivaňskou plošinu.